# Louise Carlson
Louise Carlson, née le 28 décembre 1930 à Papeete (Tahiti, Polynésie française) et décédée dans la même ville le 29 août 2017, est une institutrice et personnalité politique tahitienne.

## Biographie
Après des études à l'École Centrale de Papeete, Louise Carlson devient institutrice titulaire en 1947 et exerce dans plusieurs écoles de la capitale avant de devenir directrice d'école en 1971.
Toujours en 1971, elle entre en politique et devient conseillère municipale de Papeete. À la suite de la démission du maire Jean Juventin, élu président de l'Assemblée de la Polynésie française, elle devient maire de la commune le 23 juin 1993 et le reste jusqu'aux élections municipales suivantes en juin 1995. Elle demeure à ce jour la seule femme maire de la commune de Papeete.

## Hommages
Le 6 juin 2023, le collège de Tipaerui à Papeete est renommé collège Louise Tehea Carlson.

## Liens
- Louise Carlson, 1ère et seule femme maire de Papeete, est décédée à l’âge de 87 ans (Polynésie la Première)